# نجیب‌الدین زرگر اصفهانی
نجیب‌الدین رضا اصفهانی مشهور به زرگر، همچنین شناخته‌شده به نجیب‌الدین رضا تبریزی (؟ - ۱۶۶۹م یا ۱۶۹۱م) صوفی و شاعر ایرانی در سدهٔ یازدهم هجری/هفدهم میلادی بود.

## زندگی
نجیب‌الدین رضا اصفهانی در سالی نامعلوم در اصفهان زاده شد، پدرش از اهالی تبریز بود، از این رو تبریزی اصفهانی نیز شهرت نسبی دارد، با عناوین نجیب، رضا و جوهری تخلص برگزید. در چهارده سالگی از پیروان محمدعلی مؤذن خراسانی، شیخ سلسلهٔ ذهبیه شد و خود بعدها جانشین او گشت.

زرگر اصفهانی در سال ۱۰۸۰ق/۱۶۶۹م یا ۱۱۰۲ق/ ۱۶۹۱م در اصفهان درگذشت؛ ماده‌تاریخ آن از نظمی تبریزی:
| چو آن زرگر پاک و فرخ‌نهاد |  | اجل داد خاک وجودش به باد   |
| پی سال تاریخ او، فاضلی   |  | رقم زد: به عفو خدا شاد باد |

مدفنش در محدودهٔ گورستان تخت فولاد امروزی است، اما اثری از قبر وی موجود نیست.

## آثار
- نور الهدایة: منظومهٔ مثنوی.
- خلاصة الحقایق: منظومهٔ مثنوی.
- سبع المثانی: منظومهٔ مثنوی.